# 馬丁·萊恩斯
馬丁·萊恩斯（Martyn Lyons，1946年—），圖書歷史專家，生於倫敦，就讀牛津大學，現任澳洲雪梨新南威爾斯大學歷史與哲學學院教授。專長為法國革命和拿破崙史，近年來鑽研圖書、閱讀和書寫的歷史，著有《十九世紀法國的閱讀人口與社會：勞工、婦女與人民》、《散文與個人故事：歐洲十九世紀到二十世紀初的書寫實踐》、《西方的閱讀與書寫史》、《十九世紀法國的閱讀文化和書寫》、《澳洲書籍史》、《書的演化史：六千年來人類知識載體大變遷》等書。